# Dendera
Dendera (in arabo دندرة‎?, anche pronunciata Denderah/Dandarah) in antico egizio Ta-neṯeret ovvero «la città della dea»  è una località dell'Egitto, posta sulla riva occidentale del Nilo a circa 4 km a nord di Qena e a 615 km dal Cairo, importante per la presenza di un tempio dell'epoca greco-romana dedicato alla dea Hathor.

## Storia
L'antica città egizia, nota con il nome di Iunet ta-neṯeret, fu capitale del 6º nomos (distretto) dell'Alto Egitto.
Iunet fu un'importante sede del culto di Hathor, divinità femminile associata poi alla greca Afrodite durante il periodo ellenistico.

In epoca romana fu un importante centro della provincia d'Egitto e poi della provincia Tebaide dopo la riforma di Diocleziano.

Con l'avvento del Cristianesimo le notizie sulla città si fanno più scarse al punto che dopo i nomi di due vescovi, Pachymius e Serapion, le fonti tacciono del tutto.
| O28 | n · t · O49 |

| O28 | n · t · O49 |

| O28 | n · t · O49 | G1 · t | R8 | t · H8 | O49 |

| O28 | n · t · O49 | G1 · t | R8 | t · H8 | O49 |

## Il complesso templare di Dendera
Il complesso templare di Dendera, il cui tempio di Hathor è tra i templi meglio conservati dell'Egitto, si estende su una superficie di circa 40.000 m2 ed è interamente delimitato da un muro in mattoni.
Gli edifici attualmente visibili risalgono al periodo tolemaico con ampliamenti durante il periodo romano (imperatore Tiberio) ma sono stati rinvenute fondazioni di edifici più antichi databili al regno di Cheope (IV dinastia).
Di particolare rilevanza uno zodiaco, ora conservato a Parigi, proveniente dal pronao del tempio di Hathor.
Nel recinto templare sono anche presenti due mammisi (luoghi della rinascita), un lago sacro ed un pozzo antico, un tempio di Iside, tutti di epoca compresa tra il periodo tolemaico e quello romano, il palazzo del comando o Pretorio, una costruzione dedicata a Nectanebo I.